# Rio Gilort

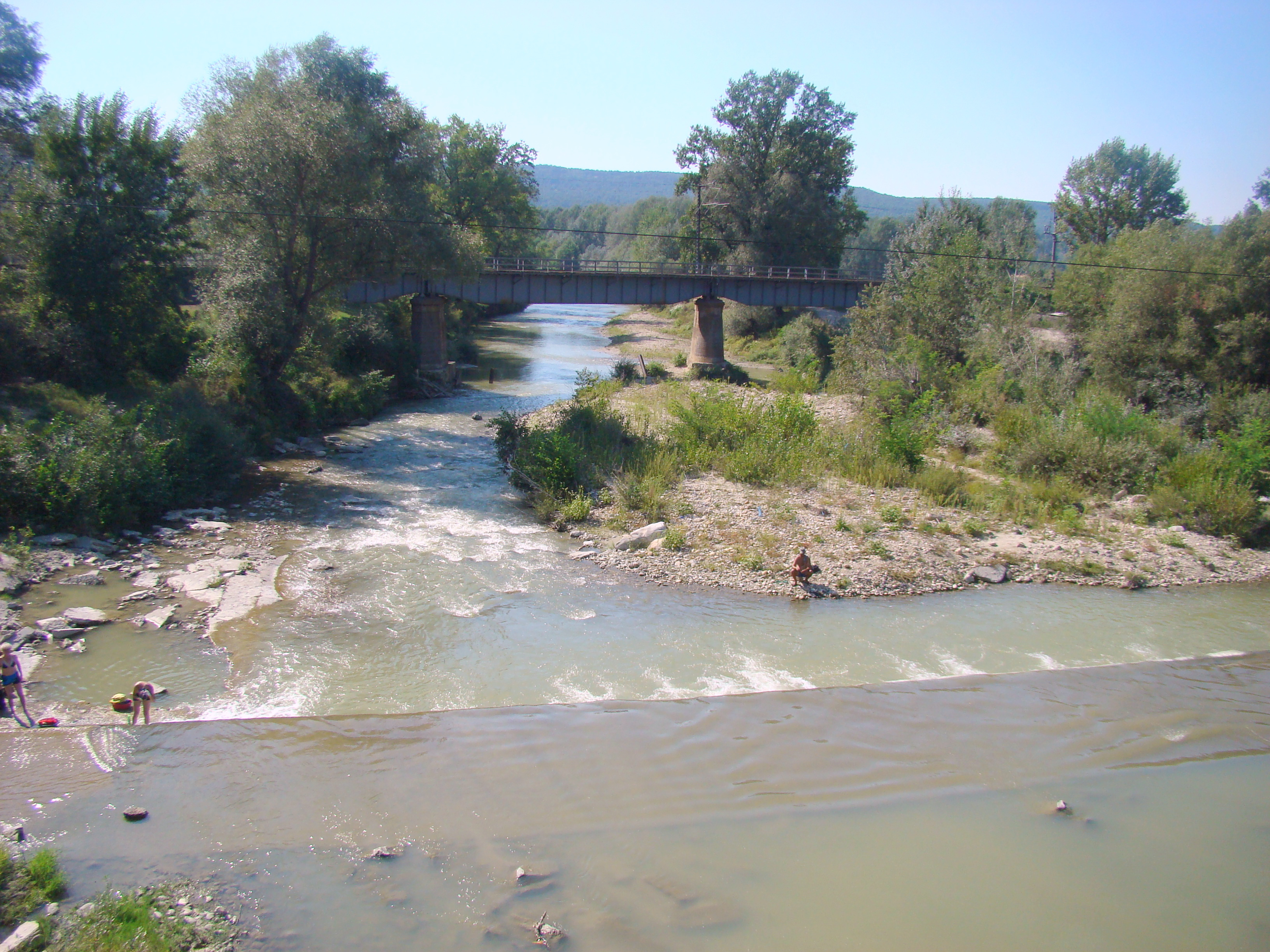
Rio Gilort, Romênia

O Rio Gilort é um rio da Romênia, afluente do Jiu, localizado no distrito de Gorj.